# Confine tra Siria e Turchia

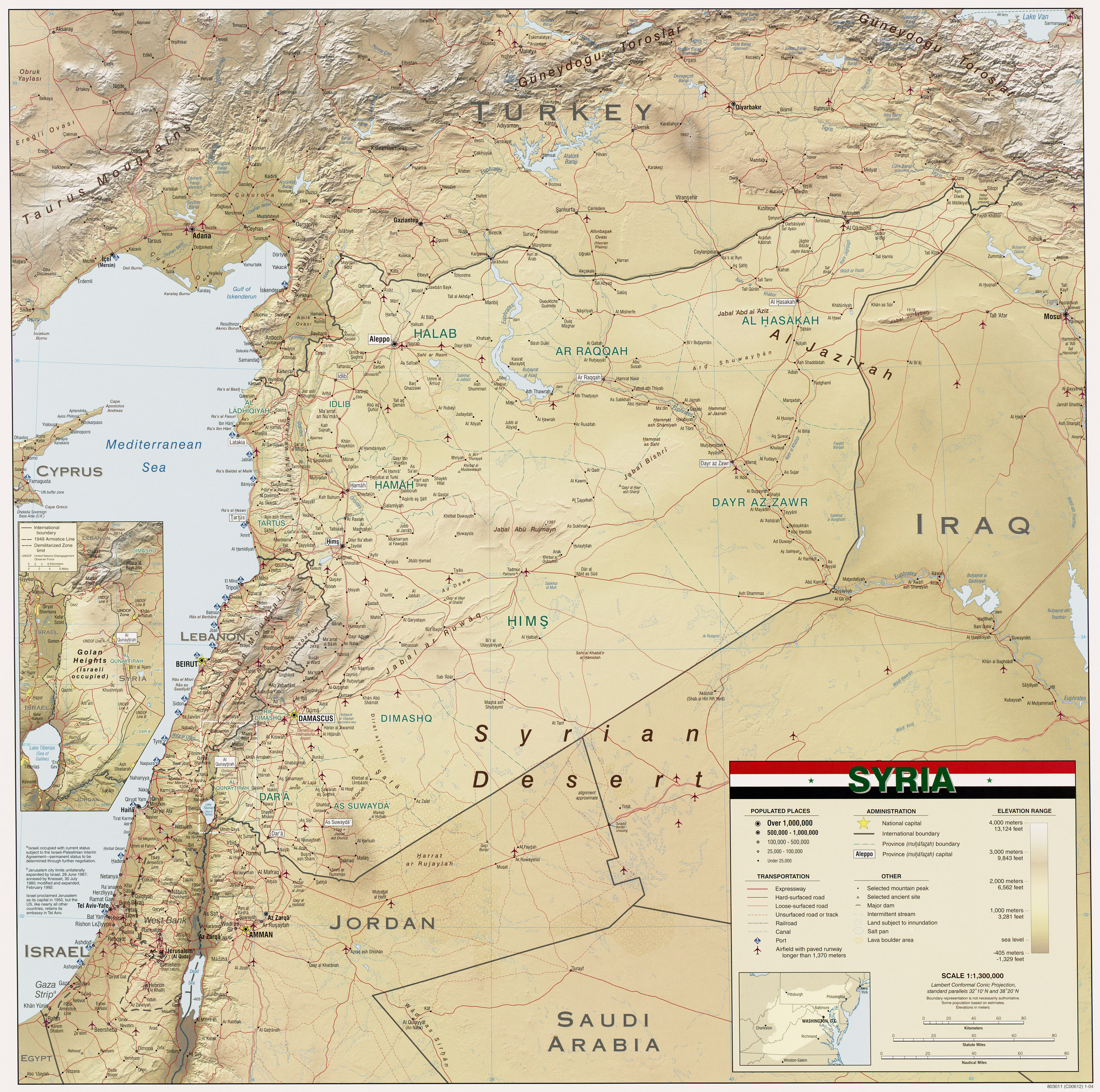
Mappa della Siria, con la Turchia a nord

Il confine tra la Repubblica Araba Siriana e la Repubblica di Turchia (in arabo الحدود السورية التركية‎?, in turco Suriye–Türkiye sınırı) è lungo circa 909 km, e va dal Mar Mediterraneo a ovest fino al triplice frontiera con l'Iraq a est. Attraversa l'alta Mesopotamia per circa 400 km attraversando l'Eufrate e arrivando fino al Tigri. Gran parte del confine segue il tratto meridionale turco della ferrovia di Baghdad, all'incirca lungo il 37º parallelo e tra il 37º e il 42º meridiano orientale. A ovest, circonda quasi totalmente la provincia turca di Hatay, in parte seguendo il corso del fiume Oronte e raggiungendo la costa mediterranea ai piedi del Jebel Aqra. 

## Geografia

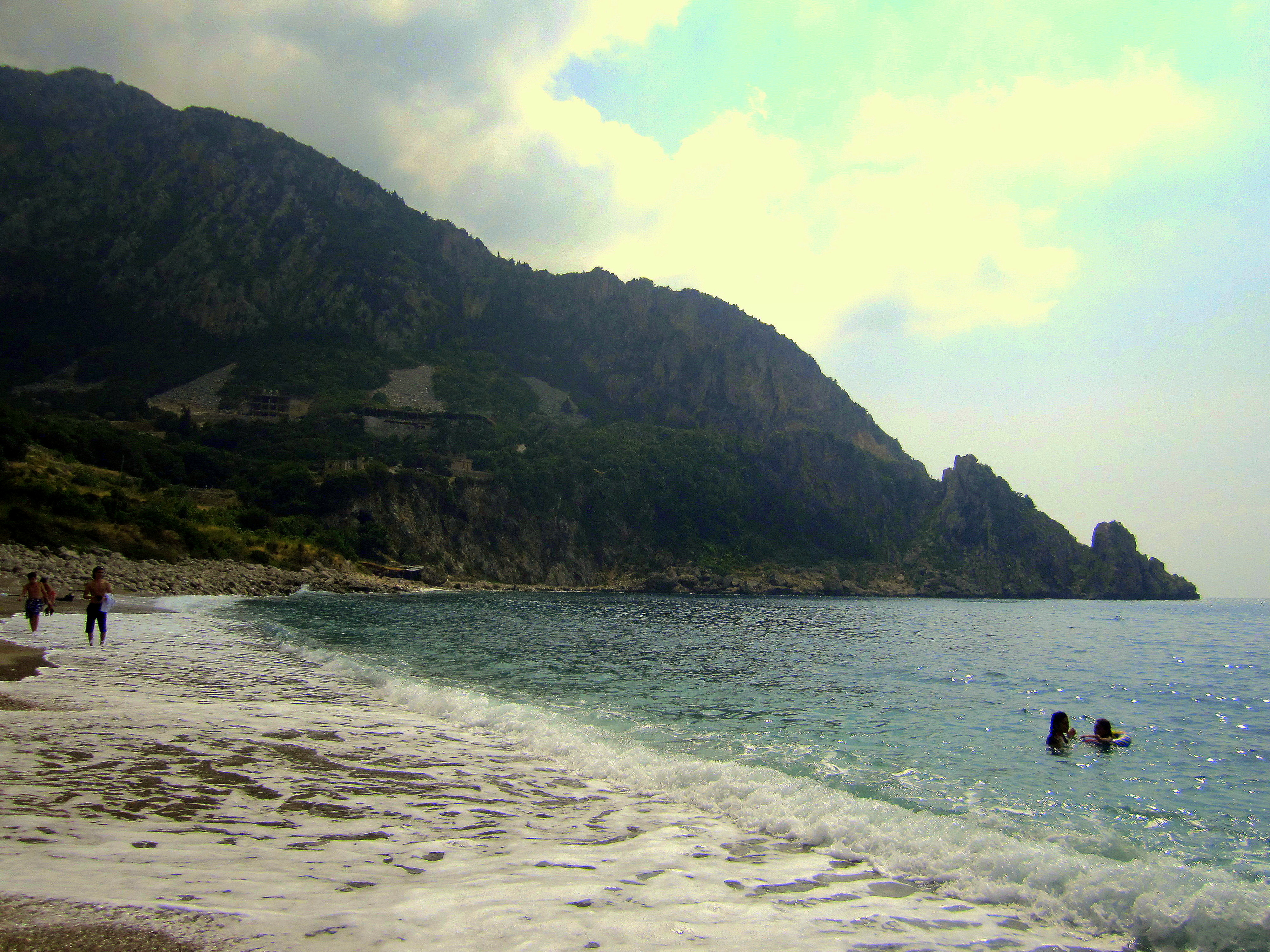
Spiaggia di Karadouran / al-Samara vicino a Kessab, Siria, lungo il confine siro-turco, dove il monte Dyunag tocca il Mar Mediterraneo

Dal 1939 con l'annessione turca della Repubblica di Hatay, il confine siro-turco tocca la costa del Mediterraneo a Ras al-Bassit, a sud del Monte Aqra (35°55′43.68″N 35°55′04.08″E). La provincia di Hatay confina con i governatorati siriani di Latakia e di Idlib. Il passaggio di confine occidentale (e meridionale) è al 35°54′18″N 36°00′36″E, circa 3 km a ovest di Yayladağı. Il confine raggiunge il suo punto più meridionale a 35°48′28.8″N 36°09′07.2″E, 2 km a ovest di Bidama, per includere il villaggio ora abbandonato di Topraktutan (Beysun) a Hatay.
Il confine prosegue poi a nord e ad est, seguendo il fiume Oronte per una parte del suo corso, dove nel 2011 è iniziata la costruzione di una diga tra Siria e Turchia (ma da allora è stata ritardata a causa della guerra civile siriana), e ad est del valico di frontiera di Bab al-Hawa sulla strada Iskenderun - Aleppo, per poi proseguire più a nord fino al confine tra Hatay e la provincia di Gaziantep, dove vira bruscamente a est al di fuori di Meidan Ekbis (distretto di Afrin), al 36°49′48″N 36°39′54″E. 
Con l'eccezione della provincia di Hatay, il lato turco del confine è interamente all'interno della regione dell'Anatolia sud-orientale. A est di Meidan Ekbis, il confine si estende verso est per circa 400 km, seguendo all'incirca il 37º parallelo nord e passando dal 37º al 42º meridiano. Da Çobanbey a Nusaybin / Qamishli, il confine segue i binari della ferrovia Konya-Baghdad. Attraversa il fiume Eufrate a Jarabulus / Karkamış e passa a nord della città di confine di Kobanê (Ayn al Arab) (costruita nel 1912 come parte del progetto di costruzione della ferrovia di Baghdad). Il distretto Tell Abyad del governatorato di Raqqa confina con la provincia turca di Şanlıurfa, compresa la città di confine divisa di Tell Abyad / Akçakale. Il governatorato di Al-Hasakah, sempre al confine con la provincia di Şanlıurfa, ha un valico di frontiera a Ras al-Ayn, che la collega a Ceylanpınar. Circa 100 km a est di Ceylanpınar, il confine passa la città di confine di Nusaybin nella provincia turca di Mardin (l'antica Nisibi, luogo di nascita di Efrem il Siro), accanto alla città siriana di Qamishli. Il governatorato siriano di Aleppo si dirama per 221 km lungo il confine settentrionale con le province turche di Kilis, di Gaziantep e di Şanlıurfa.
Sul lato turco, la rotta europea E90 corre lungo il confine, attraversando l'Eufrate a Birecik e il Tigri a Cizre . Per gli ultimi 30 km il confine segue il corso del Tigri, girando verso sud-est, fino a raggiungere triplice frontiera con l'Iraq.

## Storia

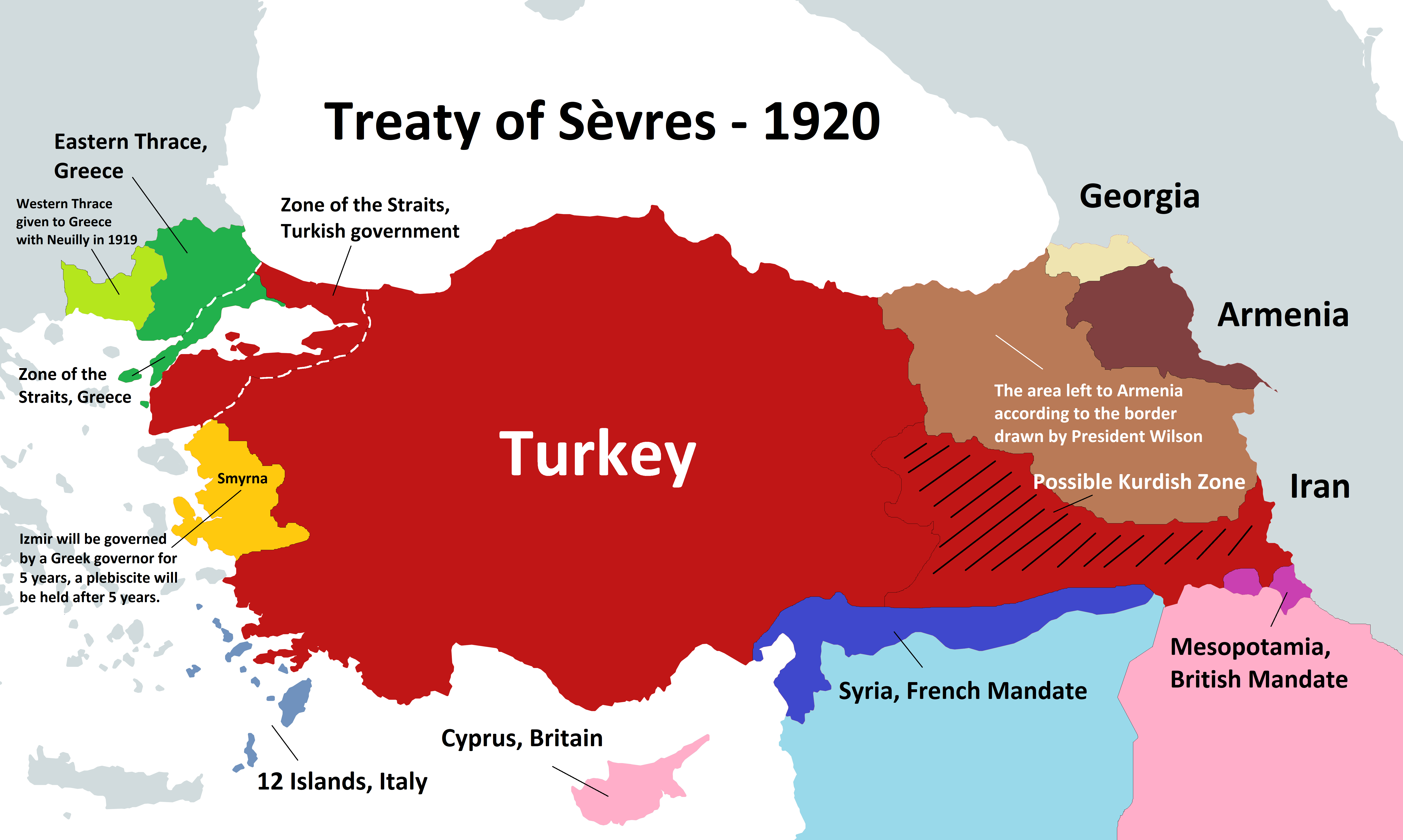
I confini della Turchia stabiliti dal trattato di Sèvres del 1920.

All'inizio del XX secolo l'intera regione di confine faceva parte dell'Impero ottomano. Durante la prima guerra mondiale, una rivolta araba (sostenuta dagli inglesi) estromise con successo gli ottomani dalla Siria-Mesopotamia; tuttavia il Regno Unito e la Francia avevano segretamente accettato di suddividersi l'area nel 1916 tramite l'accordo Sykes-Picot.
Nel 1920 la Siria divenne formalmente parte del mandato francese della Siria e del Libano, che inizialmente era diviso in un certo numero di Stati, tra cui il Sangiaccato di Alessandretta controllato dai francesi (l'attuale provincia di Hatay). Con il trattato di Sèvres del 1920 la Turchia anatolica doveva essere divisa, con la frontiera siro-turca posta più a nord della sua posizione attuale. I nazionalisti turchi erano indignati per il trattato, contribuendo allo scoppio della guerra d'indipendenza turca; il successo turco in questo conflitto rese Sèvres obsoleta.  Un nuovo confine più favorevole alla Turchia fu tracciato dal trattato franco-turco di Ankara nel 1921. Con il trattato di Losanna del 1923 fu riconosciuta l'indipendenza della Turchia e fu approvato un accordo territoriale molto più generoso, anche se comportò la rinuncia formale della Turchia a qualsiasi rivendicazione sulle terre arabe. Dopo Losanna, la frontiera siro-turca fu delimitata più precisamente tra Meidan Ekbis e Nusaybin nel 1926, e tra Nusaybin e la triplice frontiera con l'Iraq nel 1929. Un protocollo di delimitazione finale che copriva l'intero confine a est di Hatay fu poi confermato e depositato presso la Società delle Nazioni il 3 maggio 1930.

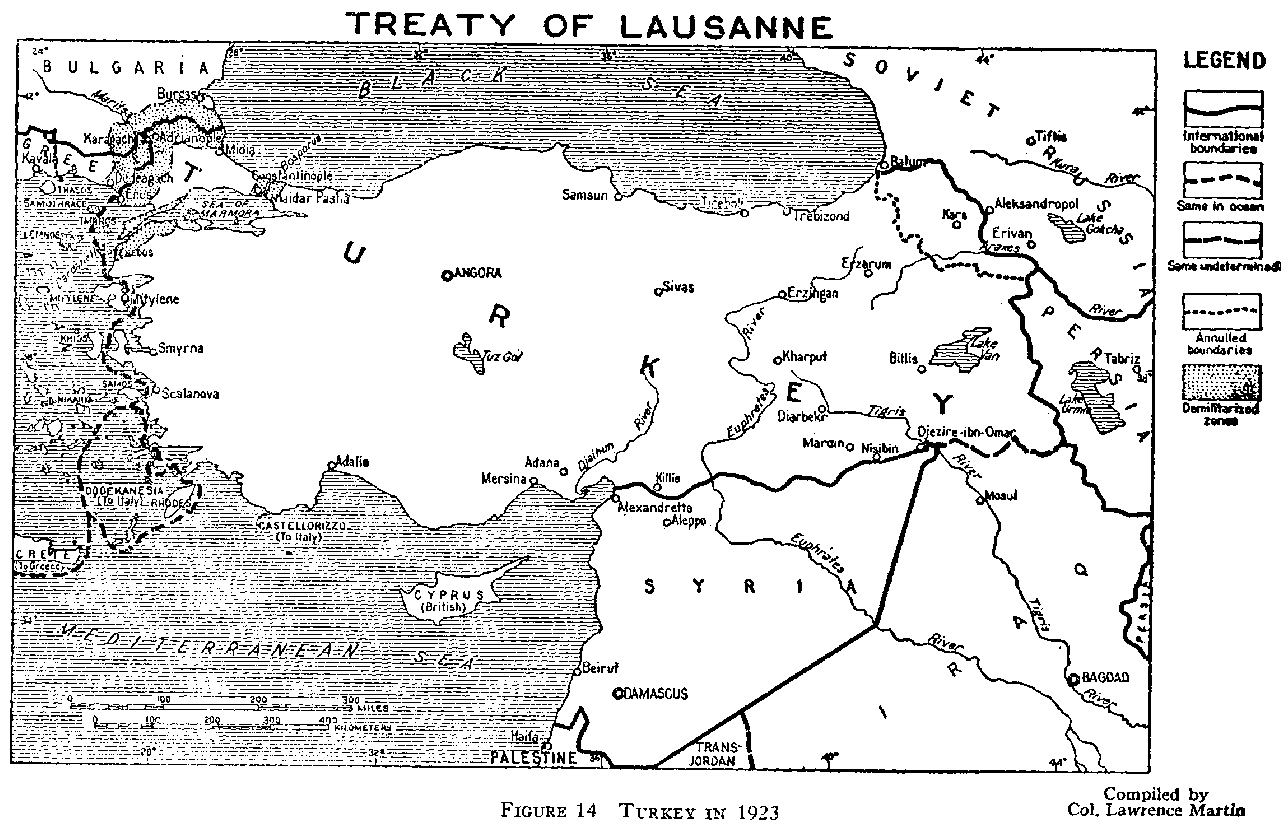
I confini della Turchia stabiliti dal trattato di Losanna del 1923. Da notare che la provincia di Hatay è indicata come territorio siriano.

Un caso speciale fu quello che riguarda l'attuale provincia turca di Hatay, che rimase autonoma fino al 1923, per poi fare parte della Siria come il Sangiaccato di Alessandretta, e divenire per un breve tempo indipendente come Stato di Hatay nel 1938, prima di essere annessa dalla Turchia come provincia di Hatay nel 1939. La sezione del confine di Hatay fu delimitata nel 1938 e poi confermata l'anno successivo, essendo delimitata da numerosi pilastri. Hatay fu poi formalmente passata alla Turchia il 23 luglio 1939. 
La Siria ottenne l'indipendenza nel 1944 e la frontiera divenne allora quella tra due Stati sovrani; quando la Turchia si unì alla NATO (1952) e all'OSCE (1973), anche il suo confine con la Siria formò allora un confine esterno di queste organizzazioni. La Siria ha continuato a rivendicare la provincia di Hatay come parte della Grande Siria, spesso raffigurando la regione come parte della Siria su mappe ufficiali, anche se negli ultimi decenni le loro rivendicazioni sono state meno pronunciate.
Da quando è scoppiata la guerra civile siriana nel 2011, le tensioni oltre confine sono aumentate e si sono verificati numerosi scontri; c'è stato anche un notevole afflusso di rifugiati attraverso il confine verso la Turchia. La Turchia ha iniziato la costruzione di una barriera di confine nel 2014.

## Galleria d'immagini

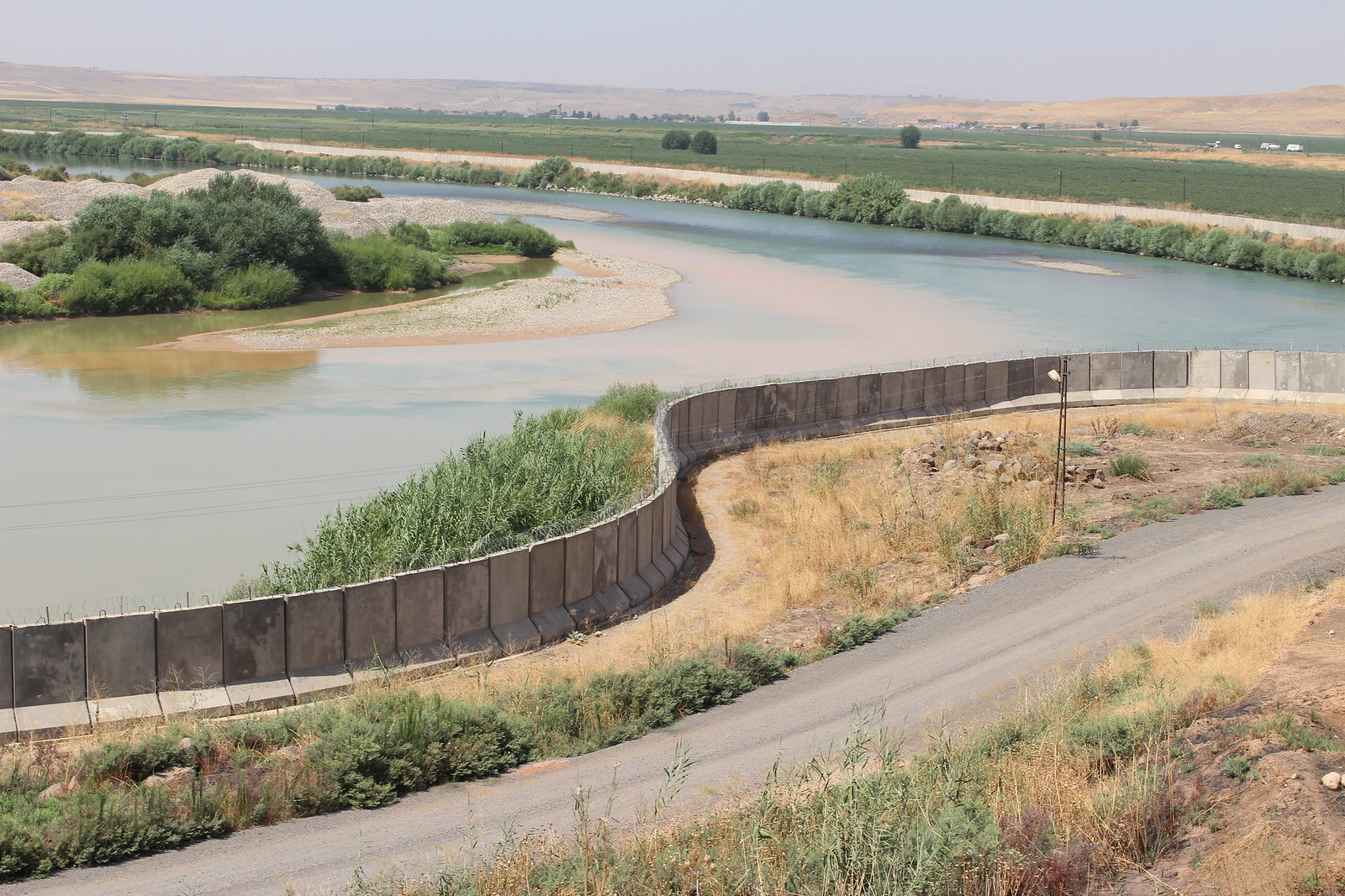
Una sezione del muro di confine costruito dalla Turchia
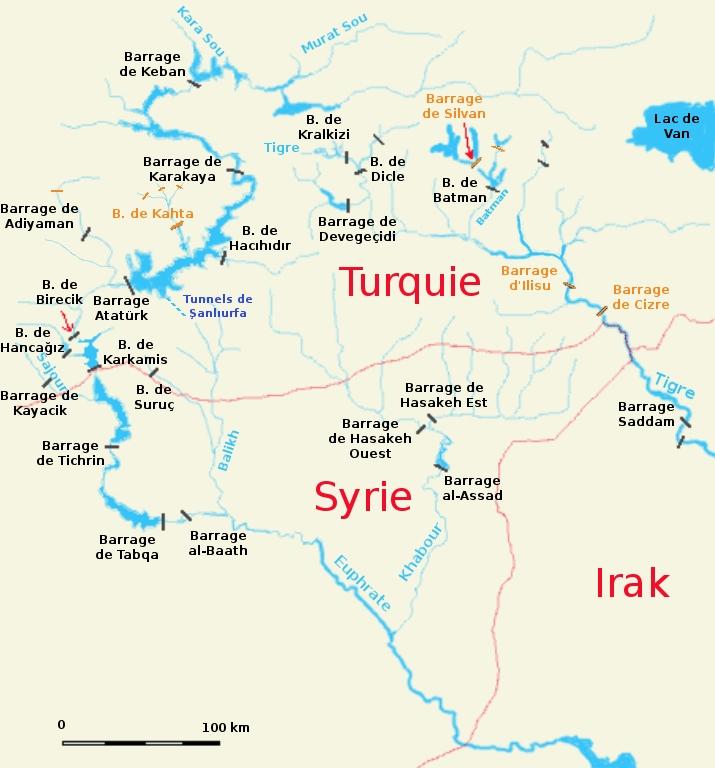
Mappa del sistema fluviale Tigri-Eufrate attraverso la parte orientale del confine siro-turco
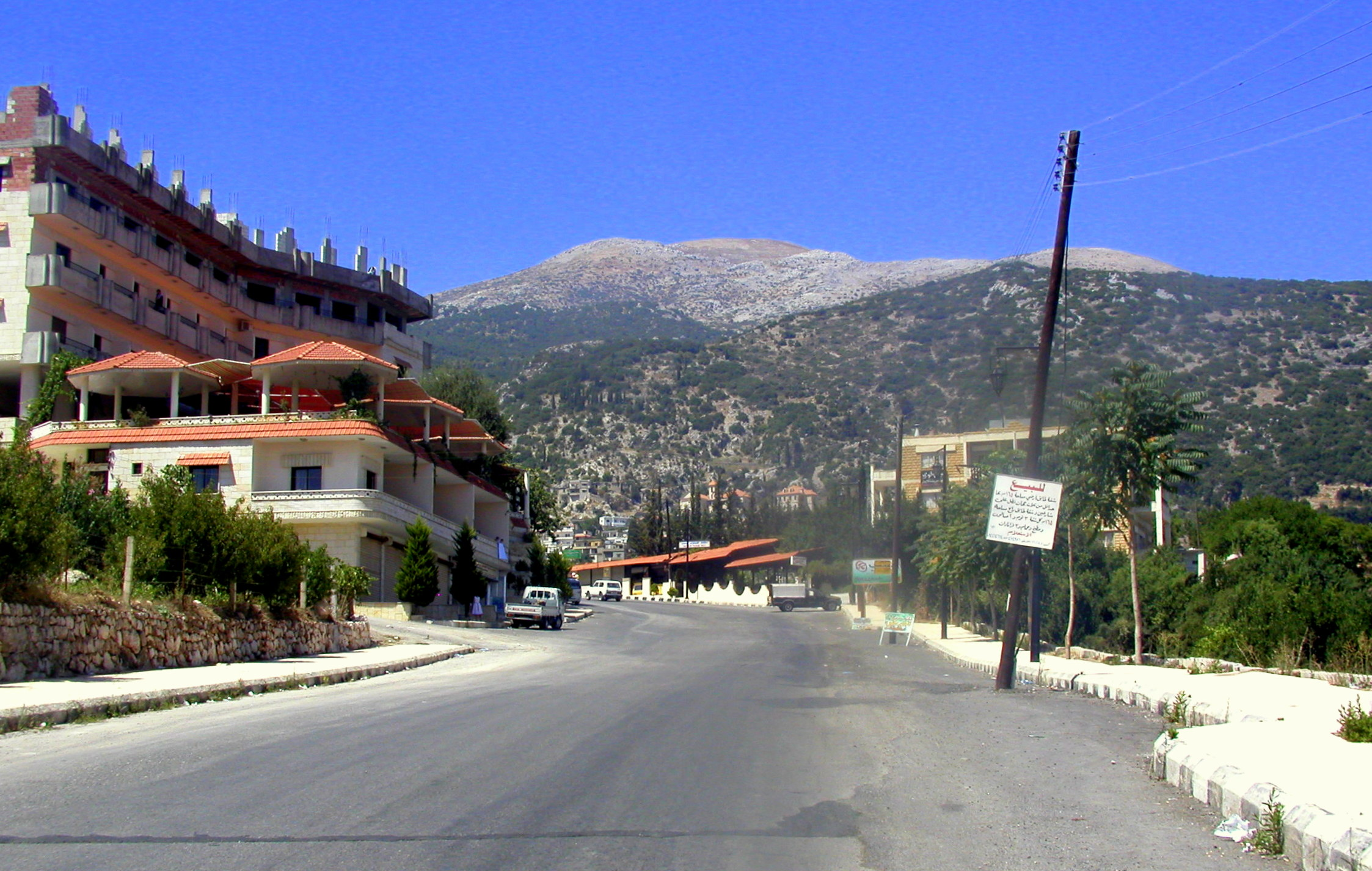
La città siriana di Kessab, con la vetta del monte Jebel Aqra (Turchia) sullo sfondo